# Ponta do Sol (Madeira)
Ponta do Sol je okres na jihovýchodě portugalského ostrova Madeira. Administrativní okres byl ustanoven již roku 1501. Zahrnuje tři obce: Ponta do Sol, Madalena do Mar a Canhas. V roce 2004 měl celý okres 8189 stálých obyvatel (roku 1849 to bylo 15350). Celková rozloha okresu je 43,8 km2.

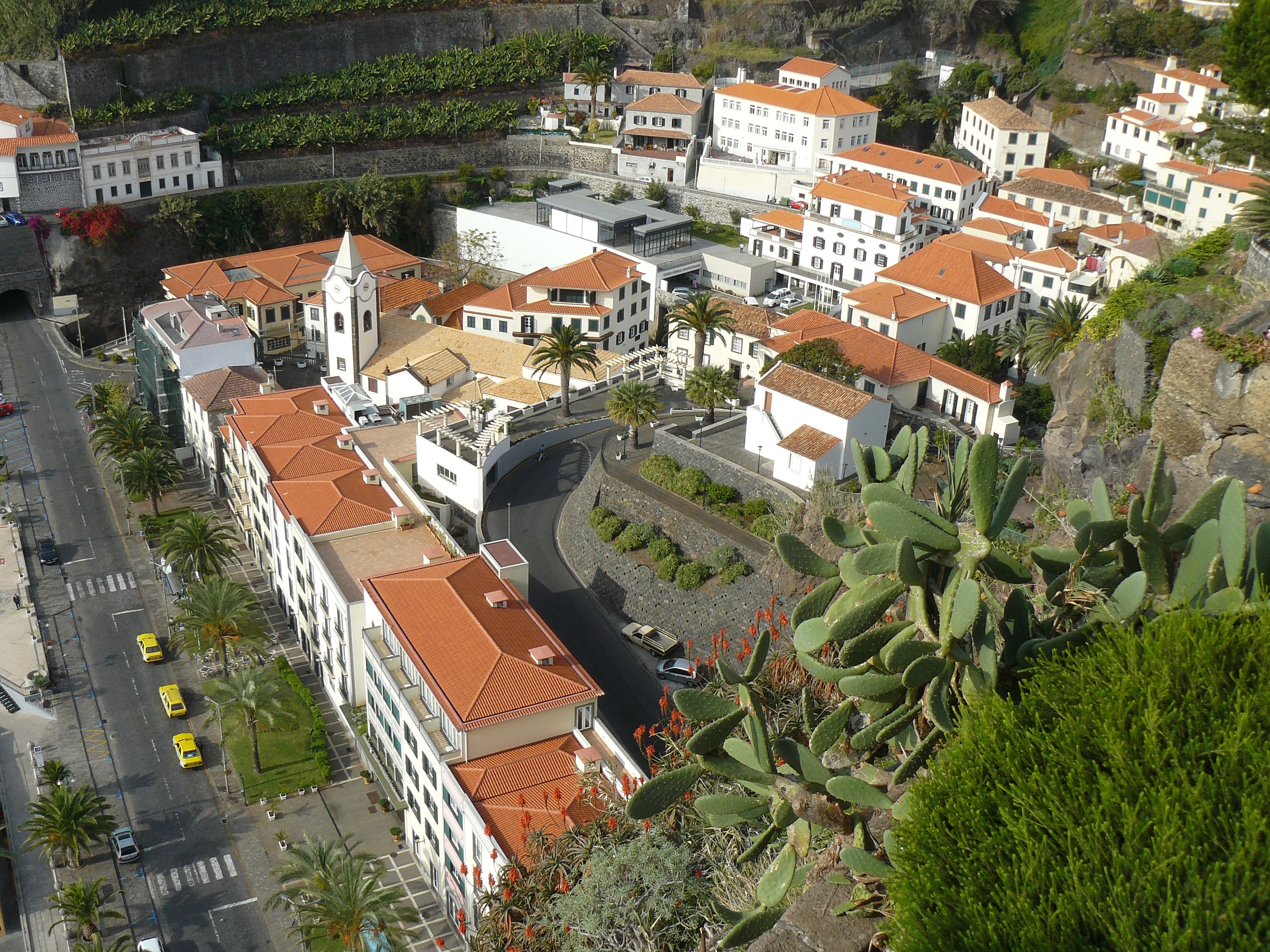
Pobřežní část obce Ponta do sol.

V minulosti byly zdrojem obživy obyvatel zemědělství, rybářství a obchod. Obchodu napomáhal malý přístav v Ponta do Sol v dobách, kdy neexistovalo silniční spojení. V dnešní době zde existuje zemědělství a turistický průmysl, zatímco rybolov ustupuje. Vznikají nové ekonomické aktivity po celém okrese. Nejvýznamnější je stavební průmysl v Canhas.

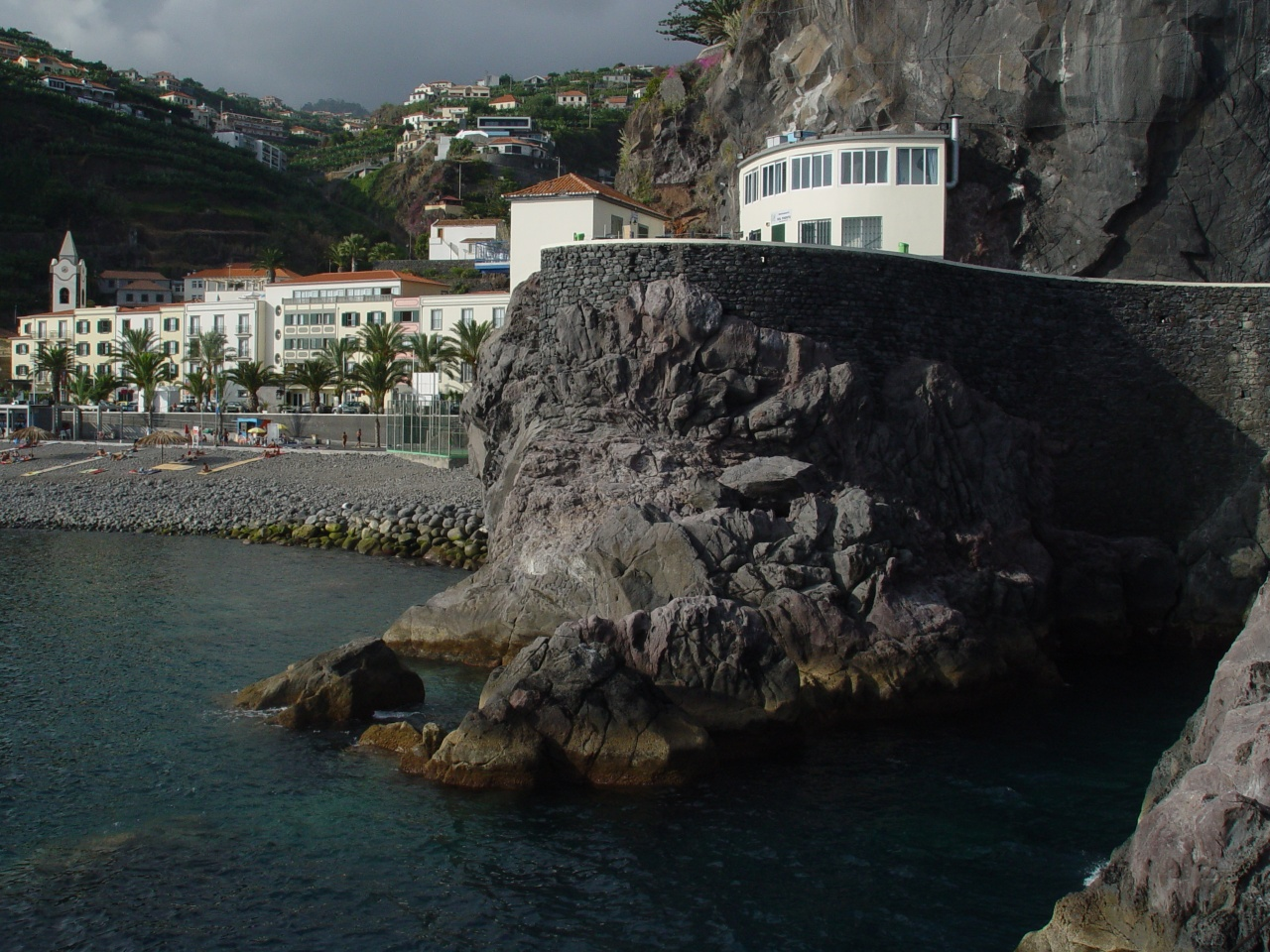
Ponta do Sol od moře.

Okresem protéká leváda s názvem Levada Nova. V místě zvaném Horta Lombada je na ní vodopád (leváda zde protéká korytem původního potoka).